# Государственный музей Государственного культурного центра Туркменистана
Государственный музей Туркменистана (туркм. Döwlet muzeýi) — крупнейший государственный музей Туркменистана, созданный в начале 1990-х годов.
Вход платный, для местных посетителей — со скидкой. Музей закрыт по вторникам.

## История
5 января 1998 года согласно указу президента Туркменистана за № 3479, в результате объединения ранее действующих музея национальной истории и этнографии Туркменистана и музея изобразительного искусства Туркменистана, был создан Национальный музей Туркменистана. Музей открыт 12 ноября 1998 года. Музей состоит из семи постоянных галерей, посвящённых истории, современной культуре и этнографии Туркменистана.
Указом президента Туркменистана Гурбангулы Бердымухамедова от 21 февраля 2007 года за № 8270 по обе стороны Национального музея началось строительство музея президента Туркменистана и музея этнографии и краеведения. 14 мая 2009 года Указом президента Национальный музей Туркменистана был переименован в Главный национальный музей Туркменистана. 18 мая 2009 года состоялось торжественное открытие музея этнографии и краеведения Главного национального музея Туркменистана, а в 29 июня 2009 года — музея президента Туркменистана. В 2009—2013 годах именовался как Главный национальный музей Туркменистана.
В апреле 2013 года вошёл в структуру Государственного культурного центра Туркменистана и переименован.

## Коллекция
В музее собрано свыше 130 тысяч экспонатов. Музей содержит тысячи археологических памятников из старой Нисы и Древнего Мерва. В музее находятся коллекции старинных туркменских ковров, редких образцов национальной одежды и тканей, предметов традиционного быта, изделий из драгоценных металлов, оружия, наград.
Музей президента Туркменистана состоит из трёх этажей, два из которых раскрывают историю развития государства со дня вступления в должность президента Гурбангулы Бердымухаммедова. Экспозиция музея состоит из десяти разделов в которой выставлены подарки от населения, иностранных граждан, деловых кругов, государственных деятелей зарубежных стран.

## Здание

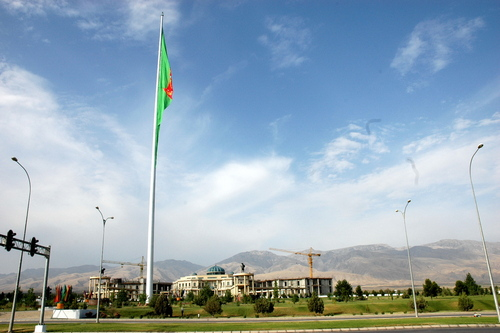
Главный флаг страны напротив здания музея

Здание располагается по Проспекту Арчабиль, спроектировано и построено после провозглашения независимости Туркменистана. Общая площадь музея составляет около 15 тысяч квадратных метров. В 2009 году музей был реконструирован турецкой компанией Полимекс, к зданию были добавлены новые корпуса Музея президента Туркменистана и Музея этнографии и краеведения. Напротив музея установлен Главный флаг Туркменистана.